# Menisco medial

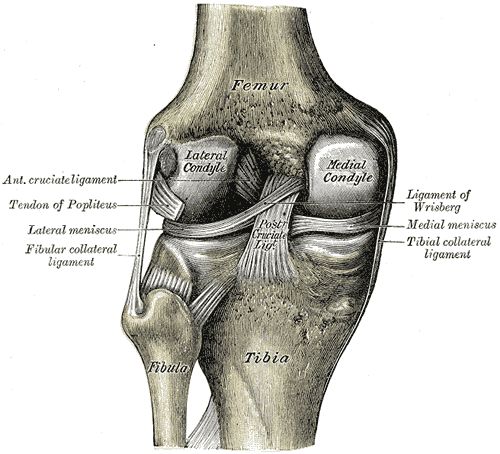
Meniscos entre os ossos tíbia e fêmur

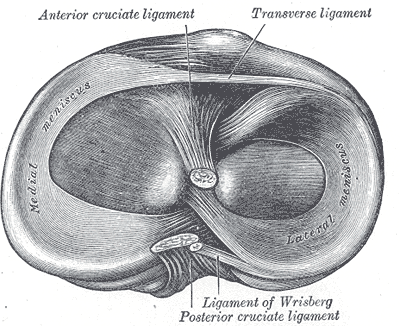
Corte transversal da tíbia, mostrando suas estruturas

O menisco medial é o menisco da porção mais interna do joelho. Insere-se de forma firme à cápsula articular, bem como ao Ligamento colateral medial, ligamentos cruzados anterior e posterior e ao músculo semimembranáceo. 